# 広島県道・山口県道119号佐伯錦線
広島県道・山口県道119号佐伯錦線（ひろしまけんどう・やまぐちけんどう119ごう さいきにしきせん）は、広島県廿日市市から山口県岩国市に至る一般県道である。

## 概要
広島県廿日市市飯山から山口県岩国市錦町大原に至る。

### 路線データ
- 起点：広島県廿日市市飯山（国道186号交点）
- 終点：山口県岩国市錦町大原（山口県道59号岩国錦線交点）

## 歴史
- 1983年（昭和58年）
  - 3月18日 - 山口県告示第270号により山口県側の路線認定。
  - 4月1日 - 広島県告示第409号により広島県側の路線認定。

前身は広島県道・山口県道・島根県道119号佐伯六日市線。1982年（昭和57年）の主要地方道再編で誕生した山口県道59号岩国錦線および島根県道16号・山口県道74号六日市錦線（現：島根県道・山口県道16号六日市錦線[注釈 1]に移行しなかった部分が本路線に移行した。
- 2003年（平成15年）3月1日 - 広島県佐伯郡（さえきぐん）佐伯町（さいきちょう）および吉和村が廿日市市に編入されたことに伴い起点の地名表記が変更される（佐伯郡佐伯町中道→廿日市市中道）。
- 2006年（平成18年）3月20日 - 山口県岩国市と玖珂郡の町村（和木町を除く）が対等合併して改めて岩国市が設置されたことに伴い終点の地名表記が変更される（玖珂郡錦町大原→岩国市錦町大原）。

## 地理

### 通過する自治体
- 広島県
  - 廿日市市
- 山口県
  - 岩国市

### 交差する道路
| 交差する道路                    | 都道府県名 | 市町村名 | 交差する場所 | 交差する場所 |
| ------------------------------- | ---------- | -------- | ------------ | ------------ |
| 国道186号                       | 広島県     | 廿日市市 | 飯山         | 起点         |
| 山口県道121号羅漢山公園宇佐郷線 | 山口県     | 岩国市   | 錦町大原     |              |
| 山口県道59号岩国錦線            | 山口県     | 岩国市   | 錦町大原     | 終点         |

### 沿線
- 中国自然歩道
- 羅漢山
- 羅漢山青少年旅行村
- 羅漢山オートキャンプ場
- 羅漢山ハイランドスキー場

### 峠
- 広島県
  - 生山峠（廿日市市 - 山口県岩国市）